# 萨哈林斯克矿山站
萨哈林斯克矿山站（羅馬化：Shakhta-Sakhalinskaya）是俄羅斯薩哈林鐵路的一個車站，為薩哈林鐵路的起點。位於戈爾諾扎沃茨克（原日治時期的本斗郡内幌町境內）。其前身為日治時期南樺太炭礦鐵道（南樺太煤礦鐵道）的内幌炭山站（日语：／ Naihoro-tanzan eki */?）。

## 歷史
- 1931年12月1日（昭和6年）- 南樺太炭礦鐵道開通開業。
- 1945年3月(昭和20年)- 南樺太炭礦鐵道被帝國燃料興業株式會社合併，成為帝國燃料興業内幌線之車站。
- 1945年8月 - 蘇聯紅軍侵攻、佔領南樺太後，包含車站在內全線的設施均被蘇聯紅軍所接收，更名萨哈林斯克矿山站。

## 運行狀況
- 本斗站～内幌炭山站之間1日4次往返班車。

## 隣近車站
南樺太炭礦鐵道
內幌 - 内幌炭山